# Futebol Club Aliança Nacional
O Futebol Club Aliança Nacional Pantufo é um clube multiesportes africano da Ilha de São Tomé, em São Tomé e Príncipe.
O time foi campeão da Taça Nacional de São Tomé e Príncipe em 1996. Atualmente, disputa a primeira divisão do Campeonato Santomense de Futebol.

## Posições
| Ano     | Divisão | Posição |
| ------- | ------- | ------- |
| 2001    | 1a      | 2a.     |
| 2009/10 | 1ª      | 1a.     |